# Vanessa Lann
Vanessa Lann (Brooklyn, New York (Verenigde Staten), 6 april 1968) is een Amerikaans-Nederlands componiste.

## Opleiding
Lann speelt piano en schrijft muziek vanaf haar vijfde jaar. Ze studeerde aan het Tanglewood Institute, en daarna compositie en muziektheorie bij Ruth Schonthal aan de Westchester Conservatory of Music. Vanaf 1986 studeerde ze verder aan Harvard-universiteit bij Earl Kim, Peter Lieberson en Leon Kirchner. In 1990 kreeg ze de John Knowles Paine Travelling Fellowship, waardoor ze tot 1993 verder kon studeren aan het Koninklijk Conservatorium in Den Haag, compositie bij Theo Loevendie en  elektronische muziek bij Gilius van Bergeijk.

## Activiteiten
In de Verenigde Staten organiseerde Lann concerten met nieuwe muziek, produceerde ze radiopragramma's en was ze muziekregisseur voor theaterproducties aan het American Repertory Theatre. 
Lann gaf muziekgeschiedenis- en compositielessen en analyse van 20e-eeuwse muziek aan The British School in Voorschoten. Ook is ze lerares muziek, Engels, wiskunde, wereldmuziek en performancekunst aan de Webster University in Leiden.

## Composities
Lann heeft stukken geschreven in opdracht van een groot aantal ensembles: het Schönberg Ensemble (Divining Apollo),   Cappella Amsterdam (Illuminating Aleph),  Residentie Orkest (The Flames of Quietude), Radio Kamerorkest (Resurrecting Persephone), Orkest de Volharding (The Way of the Ram), Ensemble De Ereprijs (Dancing to an Orange Drummer), het DoelenKwartet (Landscape of a Soul's Remembering),  het Nieuw Ensemble (Beneath the Veils), het Maarten Altena Ensemble (Coming Home), het Nederlands Studenten Orkest (Gardener of the Stream), het Utrechts Blazers Ensemble en de pianisten Ananda Sukarlan (Entranced by the Beckoning Light), Tomoko Mukaiyama (Inner Piece), Ivo Janssen (Recalling Chimes), Marcel Worms (Leaps of Faith), Marja Bon (The Candle) en Guy Livingston (DD (Double D)), en onder andere Liza Ferschtman (viool),  Monica Germino (viool), Cristina Zavalloni (zang),  Harry Sparnaay (basklarinet), Annelie de Man (klavecimbel) en Eleonore Pameijer (fluit), Fie Schouten/Basklarinet Festijn (Lather, rinse, repeat - 4 basklarinetten 2016, 6min)
Een aantal van haar stukken werd opgenomen op cd en haar mzuiek werd uitgevoerd op festivals, onder andere Warsaw Autumn (Polen), Gaudeamus Muziekweek, ULTIMA (Noorwegen), Time of Music (Finland), het West Cork Music Festival (Ierland), het Kiev Music Fest (Oekraïne) en Summergarden (New York).

## Prijzen en onderscheidingen
Lan ontving de aanmoedigingsprijs van het Amsterdams Fonds voor de Kunst in 1995 voor Inner Piece voor piano. Met hetzelfde stuk won ze in 1997 de tweede prijs bij het Internationale Componisten Concours Boswil in Zwitserland. In 1998 won ze de Collegium Novum Competition in Illinois, Verenigde Staten. De compositie Madness and the moonwoman werd gespeeld door het Nederlands Balletorkest tijdens het Project Jonge Componisten 1993.